# Processa canaliculata
Processa canaliculata är en kräftdjursart som beskrevs av Leach 1815. Processa canaliculata ingår i släktet Processa och familjen Processidae. Arten förekommer tillfälligt i Sverige, men reproducerar sig inte. Inga underarter finns listade i Catalogue of Life.